# Kaliumftaalimide
Kaliumftaalimide is het kaliumzout van ftaalimide en wordt gevormd door ftaalimide te reageren met kaliumhydroxide of kaliumcarbonaat.

## Eigenschappen
Het is een wit tot lichtgeel poeder, goed oplosbaar in water. Bij verhitting boven 300°C ontbindt het.

## Gebruik
Kaliumftaalimide wordt gebruikt in de gabrielsynthese voor de vorming van N-gealkyleerde ftaalimiden, waarmee primaire amines gemaakt worden:

Gebruik van kaliumftaalimide in de gabrielsynthese van primaire amines met behulp van hydrazine. R is een al dan niet gesubstitueerde alkylgroep en X is een halogeen (chloor of broom).

Het is ook een tussenproduct voor de synthese van synthetisch indigo en van pesticiden (bijvoorbeeld folpet), kleurstoffen uit de ftalocyaninegroep en farmaceutische stoffen.